# SSR3
SSR3 (англ. Signal sequence receptor subunit 3) – білок, який кодується однойменним геном, розташованим у людей на 3-й хромосомі. Довжина поліпептидного ланцюга білка становить 185 амінокислот, а молекулярна маса — 21 080.
| 10         |  | 20         |  | 30         |  | 40         |  | 50         |
| ---------- |  | ---------- |  | ---------- |  | ---------- |  | ---------- |
| MAPKGSSKQQ |  | SEEDLLLQDF |  | SRNLSAKSSA |  | LFFGNAFIVS |  | AIPIWLYWRI |
| WHMDLIQSAV |  | LYSVMTLVST |  | YLVAFAYKNV |  | KFVLKHKVAQ |  | KREDAVSKEV |
| TRKLSEADNR |  | KMSRKEKDER |  | ILWKKNEVAD |  | YEATTFSIFY |  | NNTLFLVVVI |
| VASFFILKNF |  | NPTVNYILSI |  | SASSGLIALL |  | STGSK      |  |            |

A: Аланін

D: Аспарагінова кислота

E: Глутамінова кислота

F: Фенілаланін

G: Гліцин

H: Гістидин

I: Ізолейцин

K: Лізин

L: Лейцин

M: Метіонін

N: Аспарагін

P: Пролін

Q: Глутамін

R: Аргінін

S: Серин

T: Треонін

V: Валін

W: Триптофан

Кодований геном білок за функцією належить до фосфопротеїнів. 
Задіяний у таких біологічних процесах, як ацетилювання, альтернативний сплайсинг. 
Локалізований у мембрані, ендоплазматичному ретикулумі.